# Inondation de Chicago
L'inondation de Chicago (Chicago Flood en anglais), aussi appelée la « Grande fuite de Chicago » (Great Chicago Leak), eut lieu le 13 avril 1992 à Chicago (Illinois, États-Unis), lorsque la paroi d'un tunnel de service passant sous la rivière Chicago fut endommagée, ouvrant une brèche qui laissa, selon les estimations, un million de mètres cubes d'eau inonder les sous-sols et les équipements souterrains dans tout le secteur financier du Loop (Downtown Chicago).

## Cause
Dans le cadre des travaux de réhabilitation du pont de Kinzie Street, qui enjambe la rivière Chicago au niveau du quartier de Wolf Point, de nouveaux piliers de soutènement étaient nécessaires. Les travailleurs de la construction, travaillant depuis une barge affrétée par la Great Lakes Dredge and Dock Company, ignoraient qu'en-dessous de la rivière passait un tunnel abandonné, utilisé au début du XXe siècle par le chemin de fer souterrain de la Chicago Tunnel Company (CTC) pour transporter du charbon et des marchandises. Un des nouveaux piliers de la rive est a été foré le long de la paroi nord du vieux tunnel. Bien qu'il n'ait pas à proprement parler traversé la paroi du tunnel, la pression a fissuré celle-ci, laissant s'infiltrer de la boue. Après quelques semaines, la boue liquide a fini de s'infiltrer, laissant la voie à l'eau de la rivière.

## Découverte de la fuite
Un employé des télécommunications, qui inspectait un câble circulant par ce tunnel découvrit la fuite alors qu'elle laissait encore écouler seulement de la boue, et en fit parvenir une vidéocassette à la ville, qui ne jugea pas le problème sérieux et lança un appel d'offres pour réparer le tunnel. Les tunnels de la CTC n'ont jamais été officiellement sous la responsabilité de la ville, puisque la plupart ont été creusés de façon clandestine, plusieurs au mépris de la propriété privée[réf. nécessaire], et la disparition de la compagnie a laissé ouvertes les questions de propriété légale et de responsabilité d'entretien. La boue continua de s'infiltrer jusqu'à ce que la rivière puisse s'engouffrer sans retenue, déclenchant une indéniable situation d'urgence.

## Conséquences
L'eau inonda les sous-sols de plusieurs édifices de bureaux et magasins de détail du Loop, ainsi qu'une galerie commerciale souterraine. La ville évacua promptement le quartier financier du Loop et l'ensemble de Downtown Chicago, de peur que les câbles électriques ne causent des courts-circuits. L'électricité et le gaz naturel se sont coupés ou ont été coupés par précaution dans la majeure partie du secteur. 
Les transactions au Chicago Board of Trade Building et au Chicago Mercantile Exchange ont cessé en milieu de matinée, alors que l'eau s'infiltrait dans leurs sous-sols. Au plus fort de l'inondation, certains édifices avaient 12 mètres d'eau dans leur sous-sol ; aucun signe d'inondation n'était cependant visible au niveau de la rue, puisqu'elle était totalement souterraine. Là où le métro, construit dans les années 1940, traversait des secteurs déjà creusés de tunnels de la CTC, ceux-ci avaient été murés avec du béton. Au moins un de ces murs comportait une brèche de 60 cm de long et 30 cm de large, qui permit à l'eau d'inonder aussi le métro. 
L'annonce publique de la source de la fuite a donné lieu à une situation intéressante : une des radios d'information continue a révélé l'information avant même que la ville ne soit en mesure de situer la source avec précision. Au crépuscule, la station WMAQ commença à annoncer que des équipes étaient envoyées dans les édifices du centre-ville à cause d'alertes d'inondations. Le journaliste de WMAQ chargé des faits divers pour la nuit, Larry Langford, connu pour sa couverture des activités de police et de pompiers, se dirigea au centre-ville, et, au moyen de ses radios, écouta diverses conversations sur les canaux des services d'urgence. Il rapporta que beaucoup des édifices touchés étaient le long de State Street, et que les employés municipaux, à la recherche de la fuite, coupaient les conduites d'eau principales pour voir si cela arrêterait l'inondation. Une telle conduite majeure, d'un diamètre de 106 cm, passe sous LaSalle Street. 
À peu près simultanément, Langford entendit les agents de sécurité  du Merchandise Mart de Chicago rendre compte qu'ils avaient près d'un mètre d'eau dans leur cave, et qu'ils voyaient des poissons dans l'eau. Il se dirigea vers le Merchandise Mart, situé non loin du pont de Kinzie Street. Il regarda la zone déserte autour du pont, et déclara par radio à WMAQ qu'il voyait un tourbillon près d'une pile du pont, similaire à celui d'une baignoire qui se vide. Ce tourbillon entrainait avec lui une bonne quantité de débris. Ses mots exacts à l'antenne furent : « J'ai trouvé quelque chose de très intéressant dans la rivière Chicago, du côté est du pont de Kinzie Street. Je vois de l'eau qui tournoie comme dans une gigantesque bonde... Je dirais que ça se pourrait que la source de l'eau soit la rivière elle-même, et j'entends des comptes-rendus selon lesquels du poisson nage dans le sous-sol du Mart à quelques mètres du tourbillon. Je ne vois aucune équipe d'urgence près de ce tourbillon, mais je pense qu'ils devraient venir voir. En fait, je pense que quelqu'un devrait réveiller le maire ! ».
Quelques minutes après la diffusion de cette nouvelle sur les ondes de WMAQ, une cohorte de camions de la ville, de véhicules de police et d'incendie ont convergé vers les aires de stationnement jusqu'alors désertes alentour du pont. Langford avait donc été le premier à comprendre la source de la fuite. Il prit sa retraite de WMAQ en 2000 après que cette station ait changé de format pour devenir la radio sportive WSCR, et devint le directeur des relations avec les médias pour le département de lutte contre l'incendie de Chicago (Chicago Fire Department).

## Réparation et nettoyage
Des ouvriers tentèrent de boucher le trou, qui faisait alors environ six mètres de large, avec 65 camions de pierre et de ciment, ainsi que des matelas. Pour tenter de ralentir la fuite, le niveau de la rivière Chicago a été abaissé en fermant les écluses à la sortie du lac Michigan, et en les ouvrant en aval de Chicago[réf. nécessaire] et les tunnels de marchandise de la Chicago Tunnel Company ont été évacués vers le système TARP. La fuite a finalement été arrêtée par Kenny Construction, une compagnie privée, qui a placé des bouchons d'urgence dans le tunnel submergé.

## Conséquences
Il a fallu trois jours pour que les dégâts soient suffisamment nettoyés pour permettre aux entreprises du quartier financier du Loop de reprendre leurs activités. Le coût pour la ville de Chicago fut estimé à environ 1,95 milliard de dollars. Certains édifices demeurèrent fermés durant plusieurs semaines. Le stationnement était interdit dans le centre-ville durant les opérations de nettoyage, et certaines lignes de métro ont été temporairement fermées ou détournées. L'inondation étant survenue peu avant la date d'échéance des déclarations de revenu, le ministère du revenu fédéral a appliqué les prolongations de délai habituelles en cas de catastrophe naturelle. 
Incidemment, la ville a pris la responsabilité de l'entretien des tunnels désaffectés, et des portes étanches ont été placées là où les tunnels croisent la rivière. 
Les batailles entre assureurs durèrent plusieurs années, le point central étant la définition de l'accident : était-ce une « inondation » ou une « fuite » ? Les secondes sont couvertes par les assurances, mais pas les premières. Finalement, ce fut considéré comme une fuite, ce qui explique que de nombreux résidents l'appellent encore « Great Chicago Leak »  (« Grande fuite de Chicago »). 
Aujourd'hui, il reste un débat juridique pour déterminer si la responsabilité de l'erreur incombe aux ouvriers sur le site, à la compagnie pour qui ils travaillaient, ou bien aux cartes erronées, fournies par la ville de Chicago, et qui ne représentaient pas avec exactitude l'ancien réseau des tunnels. En réalité, le tunnel de Kinzie Street est le seul à ne pas passer aussi profondément sous la rivière que les autres tunnels.

### Sources
- (en) Richard Powers, « Soaked », Granta 108, Granta, 2009
- (en) Patrick Townson, « The great Chicago Flood of 1992 », comp.dcom.telecom